# Campionatul Mondial de Fotbal 2022 – Grupa G
Grupa G de la Campionatul Mondial de Fotbal 2022 a avut loc în perioada 24 noiembrie-2 decembrie 2022. Grupa a fost alcătuită din Brazilia, Serbia, Elveția și Camerun. Clasate pe primele două locuri, Brazilia și Elveția au avansat în runda optimilor.

### Echipe
| Poziția tragerii | Echipa   | Urnă | Confederația | Metoda calificării               | Data calificării  | Apariții în turneul final | Ultima apariție | Cea mai bună performanță                    | Clasamentul FIFA | Clasamentul FIFA |
| Poziția tragerii | Echipa   | Urnă | Confederația | Metoda calificării               | Data calificării  | Apariții în turneul final | Ultima apariție | Cea mai bună performanță                    | Martie 2022      | Octombrie 2022   |
| ---------------- | -------- | ---- | ------------ | -------------------------------- | ----------------- | ------------------------- | --------------- | ------------------------------------------- | ---------------- | ---------------- |
| G1               | Brazilia | 1    | CONMEBOL     | Câștigătoarea turneului CONMEBOL | 11 noiembrie 2021 | 22                        | 2018            | Câștigătoare (1958, 1962, 1970, 1994, 2002) | 1                | 1                |
| G2               | Serbia   | 3    | UEFA         | Câștigătoarea Grupei A UEFA      | 14 noiembrie 2021 | 13                        | 2018            | Locul 4 (1930, 1962)                        | 25               | 21               |
| G3               | Elveția  | 2    | UEFA         | Câștigătoarea Grupei C UEFA      | 15 noiembrie 2021 | 12                        | 2018            | Sferturile de finală (1934, 1938, 1954)     | 14               | 15               |
| G4               | Camerun  | 4    | CAF          | Câștigătoarea Rundei a treia CAF | 29 martie 2022    | 8                         | 2014            | Sferturi de finală (1990)                   | 37               | 43               |

Note
1. ↑  Clasamentul din martie 2022 a fost folosit pentru tragerea la sorți.

## Clasament
| Loc | Echipa   | MJ | V | E | Î | GM | GP | DG | Pct | Calificare                      |
| --- | -------- | -- | - | - | - | -- | -- | -- | --- | ------------------------------- |
| 1   | Brazilia | 3  | 2 | 0 | 1 | 3  | 1  | +2 | 6   | Avansează în Runda eliminatorie |
| 2   | Elveția  | 3  | 2 | 0 | 1 | 4  | 3  | +1 | 6   | Avansează în Runda eliminatorie |
| 3   | Camerun  | 3  | 1 | 1 | 1 | 4  | 4  | 0  | 4   |                                 |
| 4   | Serbia   | 3  | 0 | 1 | 2 | 5  | 8  | −3 | 1   |                                 |

## Meciurile
Toate orele sunt listate la ora României.

### Elveția vs Camerun
| Elveția      | 1–0    | Camerun |
| ------------ | ------ | ------- |
| - Embolo 48' | Raport |         |

| Elveția | Camerun |

| P           | 1  | Yann Sommer       |     |     |
| F           | 3  | Silvan Widmer     |     |     |
| F           | 5  | Manuel Akanji     | 83' |     |
| F           | 4  | Nico Elvedi       | 64' |     |
| F           | 13 | Ricardo Rodriguez |     | 90' |
| M           | 8  | Remo Freuler      |     |     |
| M           | 10 | Granit Xhaka (c)  |     |     |
| M           | 23 | Xherdan Shaqiri   |     | 72' |
| M           | 15 | Djibril Sow       |     | 72' |
| M           | 17 | Ruben Vargas      |     | 81' |
| A           | 7  | Breel Embolo      |     | 72' |
| Înlocuiri:  |    |                   |     |     |
| M           | 20 | Fabian Frei       |     | 72' |
| A           | 19 | Noah Okafor       |     | 72' |
| A           | 9  | Haris Seferovic   |     | 72' |
| M           | 25 | Fabian Rieder     |     | 81' |
| F           | 18 | Eray Cömert       |     | 90' |
| Manager:    |    |                   |     |     |
| Murat Yakin |    |                   |     |     |

| P             | 23 | André Onana                  |     |     |
| F             | 19 | Collins Fai                  | 36' |     |
| F             | 21 | Jean-Charles Castelletto     |     |     |
| F             | 3  | Nicolas Nkoulou              |     |     |
| F             | 25 | Nouhou Tolo                  |     |     |
| M             | 14 | Samuel Gouet                 |     |     |
| M             | 8  | André-Frank Zambo Anguissa   |     |     |
| M             | 18 | Martin Hongla                |     | 68' |
| A             | 20 | Bryan Mbeumo                 |     | 81' |
| A             | 13 | Eric Maxim Choupo-Moting (c) |     | 74' |
| A             | 12 | Karl Toko Ekambi             |     | 74' |
| Înlocuiri:    |    |                              |     |     |
| M             | 5  | Gaël Ondoua                  |     | 68' |
| A             | 10 | Vincent Aboubakar            |     | 74' |
| M             | 7  | Georges-Kévin Nkoudou        |     | 74' |
| A             | 6  | Moumi Ngamaleu               |     | 81' |
| Manager:      |    |                              |     |     |
| Rigobert Song |    |                              |     |     |

| Jucătorul meciului: Yann Sommer (Elveția) Arbitri asistenți: Ezequiel Brailovsky (Argentina) Gabriel Chade (Argentina) Al patrulea oficial: Saíd Martínez (Honduras) Arbitru asistent rezervă: Walter López (Honduras) Arbitru asistent VAR: Mauro Vigliano (Argentina) Arbitri asistenți video: Fernando Guerrero (Mexic) Pau Cebrián Devís (Spania) Ricardo de Burgos Bengoetxea (Spania) Arbitri asistenți video: Nicolás Taran (Uruguay) |

### Brazilia vs Serbia
| Brazilia               | 2–0    | Serbia |
| ---------------------- | ------ | ------ |
| - Richarlison 62', 73' | Raport |        |

| BrazilIA | Serbia |

| P          | 1  | Alisson            |  |     |
| F          | 2  | Danilo             |  |     |
| F          | 4  | Marquinhos         |  |     |
| F          | 3  | Thiago Silva (c)   |  |     |
| F          | 6  | Alex Sandro        |  |     |
| M          | 5  | Casemiro           |  |     |
| M          | 7  | Lucas Paquetá      |  | 75' |
| M          | 11 | Raphinha           |  | 87' |
| M          | 10 | Neymar             |  | 79' |
| M          | 20 | Vinícius Júnior    |  | 75' |
| A          | 9  | Richarlison        |  | 79' |
| Înlocuiri: |    |                    |  |     |
| M          | 8  | Fred               |  | 75' |
| A          | 21 | Rodrygo            |  | 75' |
| A          | 18 | Gabriel Jesus      |  | 79' |
| A          | 19 | Antony             |  | 79' |
| A          | 26 | Gabriel Martinelli |  | 87' |
| Manager:   |    |                    |  |     |
| Tite       |    |                    |  |     |

| P                | 23 | Vanja Milinković-Savić  |     |     |
| F                | 5  | Miloš Veljković         |     |     |
| F                | 4  | Nikola Milenković       |     |     |
| F                | 2  | Strahinja Pavlović      | 7'  |     |
| M                | 8  | Nemanja Gudelj          | 49' | 57' |
| M                | 16 | Saša Lukić              | 64' | 66' |
| M                | 20 | Sergej Milinković-Savić |     |     |
| M                | 14 | Andrija Živković        |     | 57' |
| M                | 10 | Dušan Tadić (c)         |     |     |
| M                | 25 | Filip Mladenović        |     | 66' |
| A                | 9  | Aleksandar Mitrović     |     | 83' |
| Înlocuiri:       |    |                         |     |     |
| M                | 24 | Ivan Ilić               |     | 57' |
| M                | 7  | Nemanja Radonjić        |     | 57' |
| M                | 22 | Darko Lazović           |     | 66' |
| A                | 18 | Dušan Vlahović          |     | 66' |
| M                | 6  | Nemanja Maksimović      |     | 83' |
| Manager:         |    |                         |     |     |
| Dragan Stojković |    |                         |     |     |

| Jucătorul meciului: Richarlison (Brazilia) Arbitri asistenți: Mohammadreza Mansouri (Iran) Mohammadreza Abolfazli (Iran) Al patrulea oficial: Maguette Ndiaye (Senegal) Arbitru asistent rezervă: El Hadj Malick Samba (Senegal) Arbitru asistent VAR: Taleb Al-Marri (Qatar) Arbitri asistenți video: Muhammad Taqi (Singapore) Anton Shchetinin (Australia) Pol van Boekel (Țările de Jos) Arbitri asistenți video: Ashley Beecham (Australia) |

### Camerun vs Serbia
| Camerun                                               | 3–3    | Serbia                                                         |
| ----------------------------------------------------- | ------ | -------------------------------------------------------------- |
| - Castelletto 29' - Aboubakar 63' - Choupo-Moting 66' | Raport | - Pavlović 45+1' - S. Milinković-Savić 45+3' - A. Mitrović 53' |

| Camerun | Serbia |

| P             | 16 | Devis Epassy                 |     |     |
| F             | 19 | Collins Fai                  |     |     |
| F             | 21 | Jean-Charles Castelletto     |     |     |
| F             | 3  | Nicolas Nkoulou              | 24' |     |
| F             | 25 | Nouhou Tolo                  |     |     |
| M             | 18 | Martin Hongla                |     | 55' |
| M             | 8  | André-Frank Zambo Anguissa   |     | 81' |
| M             | 15 | Pierre Kunde                 |     | 67' |
| A             | 20 | Bryan Mbeumo                 |     | 81' |
| A             | 13 | Eric Maxim Choupo-Moting (c) |     |     |
| A             | 12 | Karl Toko Ekambi             |     | 67' |
| Înlocuiri:    |    |                              |     |     |
| A             | 10 | Vincent Aboubakar            |     | 55' |
| A             | 11 | Christian Bassogog           | 30' | 67' |
| M             | 5  | Gaël Ondoua                  |     | 67' |
| M             | 14 | Samuel Gouet                 |     | 81' |
| M             | 7  | Georges-Kévin Nkoudou        |     | 81' |
| Manager:      |    |                              |     |     |
| Rigobert Song |    |                              |     |     |

| P                          | 23 | Vanja Milinković-Savić  |       |       |
| F                          | 4  | Nikola Milenković       | 90+3' |       |
| F                          | 5  | Miloš Veljković         |       | 78'   |
| F                          | 2  | Strahinja Pavlović      |       | 55'   |
| M                          | 14 | Andrija Živković        |       | 78'   |
| M                          | 6  | Nemanja Maksimović      |       |       |
| M                          | 16 | Saša Lukić              |       |       |
| M                          | 17 | Filip Kostić            |       | 90+2' |
| A                          | 10 | Dušan Tadić (c)         |       |       |
| A                          | 20 | Sergej Milinković-Savić |       | 78'   |
| A                          | 9  | Aleksandar Mitrović     |       |       |
| Înlocuiri:                 |    |                         |       |       |
| DF                         | 13 | Stefan Mitrović         |       | 55'   |
| DF                         | 15 | Srđan Babić             |       | 78'   |
| MF                         | 7  | Nemanja Radonjić        |       | 78'   |
| MF                         | 26 | Marko Grujić            |       | 78'   |
| MF                         | 21 | Filip Đuričić           |       | 90+2' |
| Alte acțiuni disciplinare: |    |                         |       |       |
| FW                         | 11 | Luka Jović              | 45+4' |       |
| Manager:                   |    |                         |       |       |
| Dragan Stojković           |    |                         |       |       |

| Jucătorul meciului: Vincent Aboubakar (Camerun) Arbitri asistenți: Mohamed Al-Hammadi (Emiratele Arabe Unite) Hasan Al-Mahri (Emiratele Arabe Unite) Al patrulea oficial: Ma Ning (China) Arbitru asistent rezervă: Shi Xiang (China) Arbitru asistent VAR: Nicolás Gallo (Columbia) Arbitri asistenți video: Juan Soto (Venezuela) Ezequiel Brailovsky (Argentina) Leodán González (Uruguay) Arbitri asistenți video: Gabriel Chade (Argentina) |

### Brazilia vs Elveția
| Brazilia       | 1–0    | Elveția |
| -------------- | ------ | ------- |
| - Casemiro 83' | Raport |         |

| Brazilia | Elveția |

| P          | 1  | Alisson          |     |     |
| F          | 14 | Éder Militão     |     |     |
| F          | 4  | Marquinhos       |     |     |
| F          | 3  | Thiago Silva (c) |     |     |
| F          | 6  | Alex Sandro      |     | 86' |
| M          | 5  | Casemiro         |     |     |
| M          | 8  | Fred             | 52' | 58' |
| M          | 7  | Lucas Paquetá    |     | 46' |
| A          | 11 | Raphinha         |     | 73' |
| A          | 9  | Richarlison      |     | 73' |
| A          | 20 | Vinícius Júnior  |     |     |
| Înlocuiri: |    |                  |     |     |
| A          | 21 | Rodrygo          |     | 46' |
| M          | 17 | Bruno Guimarães  |     | 58' |
| A          | 18 | Gabriel Jesus    |     | 73' |
| A          | 19 | Antony           |     | 73' |
| F          | 16 | Alex Telles      |     | 86' |
| Manager:   |    |                  |     |     |
| Tite       |    |                  |     |     |

| P           | 1  | Yann Sommer         |     |     |
| F           | 3  | Silvan Widmer       |     | 86' |
| F           | 5  | Manuel Akanji       |     |     |
| F           | 4  | Nico Elvedi         |     |     |
| F           | 13 | Ricardo Rodriguez   |     |     |
| M           | 8  | Remo Freuler        |     |     |
| M           | 10 | Granit Xhaka (c)    |     |     |
| M           | 25 | Fabian Rieder       | 50' | 58' |
| M           | 15 | Djibril Sow         |     | 76' |
| M           | 17 | Ruben Vargas        |     | 58' |
| A           | 7  | Breel Embolo        |     | 76' |
| Înlocuiri:  |    |                     |     |     |
| F           | 2  | Edimilson Fernandes |     | 58' |
| F           | 11 | Renato Steffen      |     | 58' |
| M           | 14 | Michel Aebischer    |     | 76' |
| A           | 9  | Haris Seferovic     |     | 76' |
| M           | 20 | Fabian Frei         |     | 86' |
| Manager:    |    |                     |     |     |
| Murat Yakin |    |                     |     |     |

| Jucătorul meciului: Casemiro (Brazilia) Arbitri asistenți: David Morán (El Salvador) Zachari Zeegelaar (Surinam) Al patrulea oficial: Saíd Martínez (Honduras) Arbitru asistent rezervă: Walter López (Honduras) Arbitru asistent VAR: Drew Fischer (Canada) Arbitri asistenți video: Armando Villarreal (SUA) Kathryn Nesbitt (SUA) Fernando Guerrero (Mexic) Arbitri asistenți video: Mahmoud Abouelregal (Egipt) |

### Serbia vs Elveția
| Serbia                           | 2–3    | Elveția                                  |
| -------------------------------- | ------ | ---------------------------------------- |
| - A. Mitrović 26' - Vlahović 35' | Raport | - Shaqiri 20' - Embolo 44' - Freuler 48' |

| Serbia | Elveția |

| P                          | 23 | Vanja Milinković-Savić  |        |     |
| F                          | 4  | Nikola Milenković       | 90+5'  |     |
| F                          | 5  | Miloš Veljković         |        | 55' |
| F                          | 2  | Strahinja Pavlović      | 56'    |     |
| M                          | 14 | Andrija Živković        |        | 78' |
| M                          | 20 | Sergej Milinković-Savić | 47'    | 68' |
| M                          | 16 | Saša Lukić              | 90+10' |     |
| M                          | 17 | Filip Kostić            |        |     |
| M                          | 10 | Dušan Tadić (c)         |        | 78' |
| A                          | 9  | Aleksandar Mitrović     | 82'    |     |
| A                          | 18 | Dušan Vlahović          |        | 55' |
| Înlocuiri:                 |    |                         |        |     |
| F                          | 8  | Nemanja Gudelj          | 81'    | 55' |
| A                          | 11 | Luka Jović              |        | 55' |
| M                          | 6  | Nemanja Maksimović      |        | 68' |
| M                          | 21 | Filip Đuričić           |        | 78' |
| M                          | 7  | Nemanja Radonjić        |        | 78' |
| Alte acțiuni disciplinare: |    |                         |        |     |
| P                          | 12 | Predrag Rajković        | 66'    |     |
| Manager:                   |    |                         |        |     |
| Dragan Stojković           |    |                         |        |     |

| P           | 21 | Gregor Kobel        |       |       |
| F           | 3  | Silvan Widmer       | 15'   |       |
| F           | 5  | Manuel Akanji       |       |       |
| F           | 22 | Fabian Schär        | 90+9' |       |
| F           | 13 | Ricardo Rodriguez   |       |       |
| M           | 8  | Remo Freuler        |       |       |
| M           | 10 | Granit Xhaka (c)    | 90+5' |       |
| M           | 23 | Xherdan Shaqiri     |       | 69'   |
| M           | 15 | Djibril Sow         |       | 69'   |
| M           | 17 | Ruben Vargas        | 34'   | 83'   |
| A           | 7  | Breel Embolo        |       | 90+6' |
| Înlocuiri:  |    |                     |       |       |
| F           | 2  | Edimilson Fernandes |       | 69'   |
| M           | 6  | Denis Zakaria       |       | 69'   |
| M           | 16 | Christian Fassnacht |       | 83'   |
| A           | 19 | Noah Okafor         |       | 90+6' |
| Manager:    |    |                     |       |       |
| Murat Yakin |    |                     |       |       |

| Jucătorul meciului: Granit Xhaka (Switzerland) Arbitri asistenți: Juan Pablo Belatti (Argentina) Diego Bonfá (Argentina) Al patrulea oficial: Kevin Ortega (Peru) Arbitru asistent rezervă: Jesús Sánchez (Peru) Arbitru asistent VAR: Mauro Vigliano (Argentina) Arbitri asistenți video: Julio Bascunan (Chile) Nicolás Taran (Uruguay) Leodan Gonzalez (Uruguay) Arbitri asistenți video: Martín Soppi (Uruguay) |

### Camerun vs Brazilia
| Camerun           | 1–0    | Brazilia |
| ----------------- | ------ | -------- |
| - Aboubakar 90+2' | Raport |          |

| Camerun | Brazilia |

| P             | 16 | Devis Epassy               |           |     |
| F             | 19 | Collins Fai                | 32'       |     |
| F             | 4  | Christopher Wooh           |           |     |
| F             | 24 | Enzo Ebosse                |           |     |
| F             | 25 | Nouhou Tolo                | 6'        |     |
| M             | 8  | André-Frank Zambo Anguissa |           |     |
| M             | 15 | Pierre Kunde               | 28'       | 68' |
| M             | 20 | Bryan Mbeumo               |           | 64' |
| M             | 13 | Eric Maxim Choupo-Moting   |           |     |
| M             | 6  | Moumi Ngamaleu             |           | 86' |
| A             | 10 | Vincent Aboubakar (c)      | 81' 90+3' |     |
| Înlocuiri:    |    |                            |           |     |
| A             | 12 | Karl Toko Ekambi           |           | 64' |
| M             | 22 | Olivier Ntcham             |           | 68' |
| F             | 2  | Jerome Ngom Mbekeli        |           | 86' |
| Manager:      |    |                            |           |     |
| Rigobert Song |    |                            |           |     |

| P          | 23 | Ederson            |     |     |
| F          | 13 | Dani Alves (c)     |     |     |
| F          | 14 | Éder Militão       | 7'  |     |
| F          | 24 | Bremer             |     |     |
| F          | 16 | Alex Telles        |     | 54' |
| M          | 15 | Fabinho            |     |     |
| M          | 8  | Fred               |     | 54' |
| M          | 19 | Antony             |     | 79' |
| M          | 21 | Rodrygo            |     | 54' |
| M          | 26 | Gabriel Martinelli |     |     |
| A          | 18 | Gabriel Jesus      |     | 64' |
| Înlocuiri: |    |                    |     |     |
| F          | 4  | Marquinhos         |     | 54' |
| M          | 22 | Éverton Ribeiro    |     | 54' |
| M          | 17 | Bruno Guimarães    | 85' | 54' |
| A          | 25 | Pedro              |     | 64' |
| A          | 11 | Raphinha           |     | 79' |
| Manager:   |    |                    |     |     |
| Tite       |    |                    |     |     |

| Jucătorul meciului: Devis Epassy (Camerun) Arbitri asistenți: Kyle Atkins (SUA) Corey Parker (SUA) Al patrulea oficial: Ma Ning (China) Arbitru asistent rezervă: Shi Xiang (China) Arbitru asistent VAR: Alejandro Hernández (Spania) Arbitri asistenți video: Juan Martinez (Spania) Pau Cebrián Devís (Spania) Ricardo de Burgos Bengoetxea (Spania) Arbitri asistenți video: Roberto Díaz Pérez del Palomar (Spania) |

## Disciplină
Punctele fair-play urmau să fie folosite ca departajare în cazul în care echipele ar fi fost la egalitate în clasamentul din grupă și în meciul direct. Acestea au fost calculate pe baza cartonașelor galbene și roșii primite în toate meciurile din grupe, după cum urmează: 
- Primul cartonaș galben: -1 punct;
- Cartonaș roșu indirect (al doilea cartonaș galben): -3 puncte;
- Cartonaș roșu direct: -4 puncte;
- Cartonaș galben și cartonaș roșu direct: -5 puncte;

Doar una dintre penalizările de mai sus se aplică unui jucător într-un singur meci.
| Echipa   | Meciul 1        | Meciul 1                               | Meciul 1      | Meciul 1                        | Meciul 2        | Meciul 2                               | Meciul 2      | Meciul 2                        | Meciul 3        | Meciul 3                               | Meciul 3      | Meciul 3                        | Puncte |
| Echipa   | Cartonaș galben | Cartonaș galben · Cartonaș galben-roșu | Cartonaș roșu | Cartonaș galben · Cartonaș roșu | Cartonaș galben | Cartonaș galben · Cartonaș galben-roșu | Cartonaș roșu | Cartonaș galben · Cartonaș roșu | Cartonaș galben | Cartonaș galben · Cartonaș galben-roșu | Cartonaș roșu | Cartonaș galben · Cartonaș roșu | Puncte |
| -------- | --------------- | -------------------------------------- | ------------- | ------------------------------- | --------------- | -------------------------------------- | ------------- | ------------------------------- | --------------- | -------------------------------------- | ------------- | ------------------------------- | ------ |
| Brazilia |                 |                                        |               |                                 | 1               |                                        |               |                                 | 2               |                                        |               |                                 | −3     |
| Elveția  | 2               |                                        |               |                                 | 1               |                                        |               |                                 | 4               |                                        |               |                                 | −7     |
| Camerun  | 1               |                                        |               |                                 | 2               |                                        |               |                                 | 3               | 1                                      |               |                                 | −9     |
| Serbia   | 3               |                                        |               |                                 | 2               |                                        |               |                                 | 7               |                                        |               |                                 | –12    |

## Legături externe
- Site web oficial